# بوینگ (شبکه تلویزیونی آفریقا)
بوینگ آفریقا یک کانال تلویزیونی مخصوص کودکان و نوجوانان در آفریقا است که زیر نظر شرکت وارنر اداره می‌شود. که در ۳۰ مه ۲۰۱۵ بر روی ایستگاه محلی در آفریقای جنوبی راه اندازی شد.